# Jeff Schultz
Jeff Schultz, född 25 februari 1986 i Calgary, Alberta, är en kanadensisk professionell ishockeyspelare som spelar för Los Angeles Kings i NHL. Han har tidigare representerat Washington Capitals. 2004 valdes han som 27:e spelare totalt i NHL-draften av Capitals.
Säsongen 2009–10 vann Schultz NHL:s Bud Light Plus-Minus Award för ligans bästa plus och minusstatisk med +50.
Den 2 juli 2013 valde Washington Capitals att köpa ut Schultz från sitt kontrakt till en kostnad av $2,000,000, som kommer betalas ut över de kommande två åren.

## Klubbar
- Calgary Hitmen 2002–2006
- Hershey Bears 2005–2007
- Washington Capitals 2006–2013
- Los Angeles Kings 2013–